# آمالیا آگیلار
آمالیا آگیلار (انگلیسی: Amalia Aguilar; ۳ ژوئیهٔ ۱۹۲۴ – ۸ نوامبر ۲۰۲۱) بازیگر، رقصنده و خواننده اهل کوبا بود. وی بین سال‌های ۱۹۴۶ تا ۲۰۰۳ میلادی فعالیت می‌کرد.